# Gravier (canton)
Pour les articles homonymes, voir Gravier.
Gravier est un canton canadien de l'est du Québec situé dans la région administrative du Bas-Saint-Laurent dans la vallée de la Matapédia.  Il fut proclamé officiellement le 7 janvier 1940.  Il couvre une superficie de 33 590 hectares.

## Toponymie
Le toponyme Gravier est en l'honneur de Gabriel Gravier (1827-1904), un historien français.